# Aerangis distincta
Aerangis distincta é uma espécie de orquídea monopodial epífita, família Orchidaceae, que habita o Malawi.